# Факунд Герміанський
Факунд Герміанський — християнський автор VI століття та єпископом Герміани в Північній Африці.
Про його кар'єру відомо небагато. Його місце в історії повністю обумовлено протидією, яку він запропонував засудженню (за едиктом Юстиніана 543 або 544 р.) «Трьох глав». За дорученням Теодора Аскидаса і з уявною метою возз'єднання з Церквою акефалів, секти монофізитів, Юстиніан був спонуканий осудити «Три розділи». Цим актом були засуджені деякі твори Теодора Мопсуестійського, Феодорита Кіра та Іви Едеського V століття.
Факунд перебував у Константинополі, коли було оголошено цей осуд, і невдовзі після його опублікування він та кілька інших західних єпископів відмовилися підписатися під указом, стверджуючи, що це був напад на Халкідонський собор, який прийняв принаймні лист Ібаса до перського Маріса. Особливо цей документ був спрямований на указ імператора. Факунд також склав меморіал на знак протесту, але йому завадило представити його через приїзд Папи Вігілія. Поведінка понтифіка та його погодження з засудженням «Трьох розділів» спонукали Факунда завершити цю роботу, яку він назвав «Pro Defensione Trium Capitulorum».
Невідомо ні коли робота була завершена, ні коли вона була представлена імператору, тому нічого не можна сказати про її негайний вплив на суперечку. Після його публікації Факунд був змушений відбути з Константинополя і знайти безпеку в приховуванні. Через відношення Вігілія до наполягання імператора, щоб він підписав осуд «Трьох розділів», Факунд і багато африканських єпископів відірвалися від спілкування з ним.
Цей розкол тривав багато років, і за цей час Факунд написав дві інші роботи на прохання своїх спів-єпископів у відповідь на закиди в непокорі (Liber contra Mocianum Scholasticum і Epistola Fidei Catholicae in defensione trium capitulorum).